# Butylpropionaat
Butylpropionaat is een ontvlambare organische verbinding met als brutoformule C7H14O2. De stof komt voor als een kleurloze vloeistof met een kenmerkende geur, die slecht oplosbaar is in water.